# Швиднишки окръг (Долносилезко войводство)
Швиднишки окръг (на полски: Powiat świdnicki) е окръг в Югозападна Полша, Долносилезко войводство. Заема площ от 741,14 км2. Административен център е град Швидница.

## География
Окръгът се намира в историческата област Долна Силезия. Разположен е в ценрталната част на войводството.

## Население
Населението на окръга възлиза на 162 145 души (2012 г.). Гъстотата е 219 души/км2.

## Административно деление
Административно окръгът е разделен на 8 общини.
Градски общини:
- Швебоджице
- Швидница

Градско-селски общини:
- Община Жаров
- Община Стшегом
- Община Явожина Силезка

Селски общини:
- Община Добромеж
- Община Марчиновице
- Община Швидница

## Галерия
- Жаров
- Стшегом
- Швебоджице
- Швидница
- Явожина Силезка